# Staatsgewalt
Staatsgewalt, in der Verfassungslehre auch Staatsmacht, bezeichnet die Ausübung hoheitlicher Macht innerhalb des Staatsgebietes eines Staates durch dessen Organe und Institutionen wie z. B. Staatsoberhaupt und Regierung (Verwaltung, besonders Polizei und Armee), Parlament und Gerichte in Form von Hoheitsakten.

## Begriff und Funktion der Staatsgewalt
Die Staatsgewalt, das Staatsgebiet und das Staatsvolk sind die drei Elemente eines Staates. Schon nach der Lehre Jean Bodins ist es wesentliches Merkmal eines Staates, dass er eine von innerstaatlichen und äußeren Mächten unabhängige (souveräne) Gewalt ausübt.
Die Staatsgewalt ist also nicht von anderen Instanzen abgeleitet, sondern besteht aus sich selbst heraus. Erst durch ihre Existenz macht sie ein bestimmtes Gebiet zum Staatsgebiet und die dort ansässige Bevölkerung zum Staatsvolk. Mithin äußert sich die Staatsgewalt gegenüber dem Staatsvolk als Personalhoheit, gegenüber dem Staatsgebiet als Gebietshoheit.
Nach Thomas Hobbes findet die Staatsgewalt eine wesentliche Legitimation darin, in einer politischen Gemeinschaft ein bellum omnium contra omnes („Krieg aller gegen alle“) zu verhüten und Rechtssicherheit und ein friedliches und geordnetes Zusammenleben zu gewährleisten. Insbesondere „als Rechtsstaat kann ein Gemeinwesen nur funktionieren, wenn in ihm die Staatsgewalt zur Durchsetzung des Rechts bereitsteht und eingesetzt wird“. Hierzu muss sie „das Monopol legitimer physischer Gewalt gegen Gewalttätigkeiten energisch und wirksam behaupten. Wenn die Ausgestaltung oder die Ausübung der staatlichen Kompetenzen dieser Aufgabe nicht genügt, wird eines der fundamentalen Bedürfnisse der Rechtsgemeinschaft enttäuscht. Dann verliert die Staatsgewalt ihre Glaubwürdigkeit und mit der Verläßlichkeit der staatlichen Ordnung wird auch deren Fortbestand aufs Spiel gesetzt, wie bereits Hobbes gesehen hat“ (Leviathan, Kap. 21).

## Hoheitsgewalt und Völkerrecht
Nationalstaaten, welche in supranationale Organisationen, wie z. B. die Europäische Union, eingebunden sind, haben Teile ihrer Staatshoheit an diesen Staatenverbund abgetreten. Ihre souveräne Staatsgewalt wird dadurch zwar mehr und mehr begrenzt, aber nicht aufgehoben: „Die Wahrnehmung von Hoheitsgewalt durch die Europäische Union gründet sich auf limitierte, nach Handlungsmitteln und Regelungsintensität abgestuften Ermächtigungen“ souverän bleibender Staaten. „Völkerrechtlich liegt die Kompetenz-Kompetenz bei den Mitgliedsstaaten.“

## Verfasste Gewalt
Ist die Staatsgewalt an eine Verfassung gebunden, so wird diese auch als pouvoir constitué bezeichnet, als „verfasste Gewalt“. Eine Verfassung entsteht kraft verfassunggebender Gewalt, kraft des pouvoir constituant. Im demokratischen Verfassungsstaat ist die verfassunggebende Gewalt ein unveräußerliches Recht des Volkes. Verfassung und die daraus entspringende Staatsgewalt sind durch das Prinzip der Volkssouveränität legitimiert. So lautet z. B. der Artikel 20 Absatz 2 des Grundgesetzes für die Bundesrepublik Deutschland:
„Alle Staatsgewalt geht vom Volke aus. Sie wird vom Volke in Wahlen und Abstimmungen und durch besondere Organe der Gesetzgebung, der vollziehenden Gewalt und der Rechtsprechung ausgeübt.“
In freiheitlich-demokratischen Verfassungsstaaten westlicher Prägung zeichnen sich die staatlichen Institutionen durch eine als Checks and Balances bezeichnete dreifache Gewaltenteilung aus, so dass von der verfassten Staatsgewalt nicht nur im Singular, sondern auch im Plural als pouvoirs constitués, als „verfasste Staatsgewalten“, gesprochen werden kann. Bei der klassischen Dreiteilung staatlicher Gewalt, auch trias politica genannt, unterscheidet man gesetzgebende Gewalt (Legislative), ausführende Gewalt (Exekutive) und richterliche Gewalt (Judikative). Hoheitsakte der Legislative sind die Gesetze, Hoheitsakte der Exekutive sind Verwaltungsakte und Hoheitsakte der Judikative sind gerichtliche Entscheidungen.
Diese drei Staatsgewalten kontrollieren und bremsen sich durch weitreichende Verschränkungen gegenseitig, tarieren ihre Machtpositionen untereinander aus: Eine Konzentration staatlicher Gewalt in einer Hand soll auf diese Weise verhindert werden.
Baron de Montesquieu, auf den das Prinzip der Gewaltenteilung zurückgeht, spricht im französischen Original von la distribution des trois pouvoirs, von der „Verteilung der drei Gewalten“. Ziel sei es, durch Machtbegrenzung dem Missbrauch der Macht vorzubeugen. Macht steht gegen Macht:
« Pour qu’on ne puisse abuser du pouvoir, il faut que, par la disposition des choses, le pouvoir arrête le pouvoir. »
(„Damit niemand die Macht missbrauchen kann, muss, durch die Anordnung der Dinge, die Macht der Macht Einhalt gebieten.“)
« Tout serait perdu si le même homme, ou le même corps des principaux, ou des nobles, ou du peuple, exerçaient ces trois pouvoirs: celui de faire des lois, celui d’exécuter les résolutions publiques, et celui de juger les crimes ou les différends des particuliers. »
(„Alles wäre verloren, wenn ein und derselbe Mann beziehungsweise die gleiche Körperschaft entweder der Mächtigsten oder der Adligen oder des Volkes folgende drei Machtvollkommenheiten ausübte: Gesetze erlassen, öffentliche Beschlüsse in die Tat umsetzen, Verbrechen und private Streitfälle aburteilen.“)
Neben dieser dreifachen „horizontalen Gewaltenteilung“ besteht in föderalistischen Staaten noch eine „vertikale“ Gewaltenteilung. Die Gliedstaaten eines Bundesstaates besitzen unabhängige Kompetenzbereiche und haben ein Mitwirkungsrecht bei der Bundesgesetzgebung.

## Macht und Gewaltmonopol des Staates
Im Kompositum „Staatsgewalt“ besitzt das Teilwort „Gewalt“ zwei Bedeutungen:
- In einem abstrakten Sinne meint Gewalt „die Macht, über jemanden zu herrschen“, also „Herrschafts-Macht“.
- In der Wendung Gewaltmonopol des Staates ist die „Gewalt“ im konkreten Sinne des Wortes gemeint, nämlich als „Ausübung von unmittelbarem physischen Zwang“. Ihre Eingrenzung kann aber auch auf die vom Sozio- und Politologen Johan Galtung geprägte strukturelle Gewalt ausgedehnt werden. Dies gilt beispielsweise für staatliche Eingriffsmöglichkeiten wie Enteignung.

### Polizeigewalt
Staatsrechtlich gehört die Polizei zur Exekutive und übt nach Art. 20 Abs. 2 des Grundgesetzes einen Teil der Staatsgewalt, die Polizeigewalt, aus. Dabei ist sie nach Absatz 3 „an Gesetz und Recht gebunden“.
Polizei(aufgaben)gesetze bilden einen materiellrechtlichen Handlungsrahmen für polizeiliches Handeln. Ein wichtiger Grundsatz ist das Verhältnismäßigkeitsprinzip, das den legitimen Zweck der Maßnahme, die Geeignetheit der Maßnahme zur Erfüllung des Zwecks, die Erforderlichkeit dieser (und keiner milderen) Maßnahme und die Angemessenheit der Maßnahme umfasst.

### Selbstjustiz
Amtsanmaßung und Selbstjustiz sind bei Strafe verboten; die Staatsgewalt beansprucht für sich das alleinige Recht (Gewaltmonopol des Staates), Handlungen eines öffentlichen Amtes, wie die Ausübung unmittelbaren körperlichen Zwanges, Verhaftungen oder Verurteilungen, ausüben zu dürfen. Gesetze regeln, welche Träger der Staatsgewalt als Vollzugskräfte zur Ausübung des unmittelbaren Zwanges eigens ermächtigt sind. Widerstand gegen die Staatsgewalt, Widerstand gegen Vollstreckungsbeamte und Widerstand gegen oder tätlicher Angriff auf Personen, die Vollstreckungsbeamten gleichstehen, sind nach dem deutschen Strafgesetzbuch eine Straftat (§ 113 StGB).

### Ausnahmen
Ausnahmen vom Gewaltmonopol des Staates bilden z. B. das Notwehrrecht (d. h. das Recht zur Verteidigung, die erforderlich ist, um einen gegenwärtigen rechtswidrigen Angriff von sich oder einem anderen abzuwenden), das Selbsthilferecht (d. h. das Recht, eine ungewollte Handlung an seinem Besitz zu beenden oder zivilrechtliche Ansprüche zu sichern), das Notstandsrecht (d. h. das Recht, eine gegenwärtige Gefahr abzuwehren) und das Widerstandsrecht (d. h. das an bestimmte Bedingungen gebundene Recht, sich gegen die Staatsgewalt auflehnen zu dürfen, wenn andere Abhilfe nicht möglich ist; siehe auch Tyrannenmord).